# El bruto
El bruto is een Mexicaanse dramafilm uit 1953 onder regie van Luis Buñuel.

## Verhaal
Pedro is een bruut die in het slachthuis werkt. Hij heeft een affaire met de vrouw van zijn huisbaas. Die huisbaas zelf huurt hem in om lastige huurders bang te maken. Als hij de dochter verleidt van een huurder, wordt zijn minnares jaloers.

## Rolverdeling
| Acteur             | Personage        |
| ------------------ | ---------------- |
| Pedro Armendáriz   | Pedro            |
| Katy Jurado        | Paloma           |
| Rosa Arenas        | Meche            |
| Andrés Soler       | Andrés Cabrera   |
| Beatriz Ramos      | Doña Marta       |
| Paco Martínez      | Don Pepe         |
| Roberto Meyer      | Carmela González |
| Gloria Mestre      | María            |
| Paz Villegas       | Moeder van María |
| José Muñoz         | Lencho Ruíz      |
| Diana Ochoa        | Vrouw van Lencho |
| Ignacio Villalbazo | Broer van María  |